# Gmina Podvelka
Podvelka – gmina w Słowenii. W 2002 roku liczyła 2709 mieszkańców.

## Miejscowości
Miejscowości wchodzące w skład gminy Podvelka:
- Brezno
- Janževski Vrh
- Javnik
- Kozji Vrh
- Lehen na Pohorju
- Ožbalt
- Podvelka – siedziba gminy
- Rdeči Breg
- Spodnja Kapla
- Vurmat
- Zgornja Kapla